# Thanbyuzayat
Thanbyuzayat es una localidad del Estado Mon, al sureste de Birmania.
Es la capital del municipio homónimo en el distrito de Mawlamyaing. Actualmente tiene una población entre diez mil y veinte mil habitantes.

## Ubicación
Se sitúa sobre la carretera 8, unos cincuenta kilómetros al sur de la capital estatal Mawlamyaing.

## Historia
Durante la Segunda Guerra Mundial, el pueblo fue el punto final en el lado birmano del famoso Ferrocarril de la Muerte construido por el Imperio del Japón. Aquí se unía con el ferrocarril costero de antes de la guerra que unía Ye con Rangún. Thanbyuzayat albergaba también un campo de prisioneros de guerra japonés, donde vivían los prisioneros que trabajaban construyendo el ferrocarril. Unos tres mil hombres al servicio de los aliados fueron enterrados en el cementerio de guerra de Thanbyuzayat. Hoy se conserva una torre del reloj en el cruce de la carretera central con carreteras que llevan al norte a Mawlamyaing, al sur a Ye y al oeste a Kyaikkami y Setse.

## Patrimonio
Alberga un cementerio de guerra de la Segunda Guerra Mundial.